# Naczelni rabini Polski
Lista naczelnych rabinów Polski
- 1945–1956 – Dow Ber Percowicz

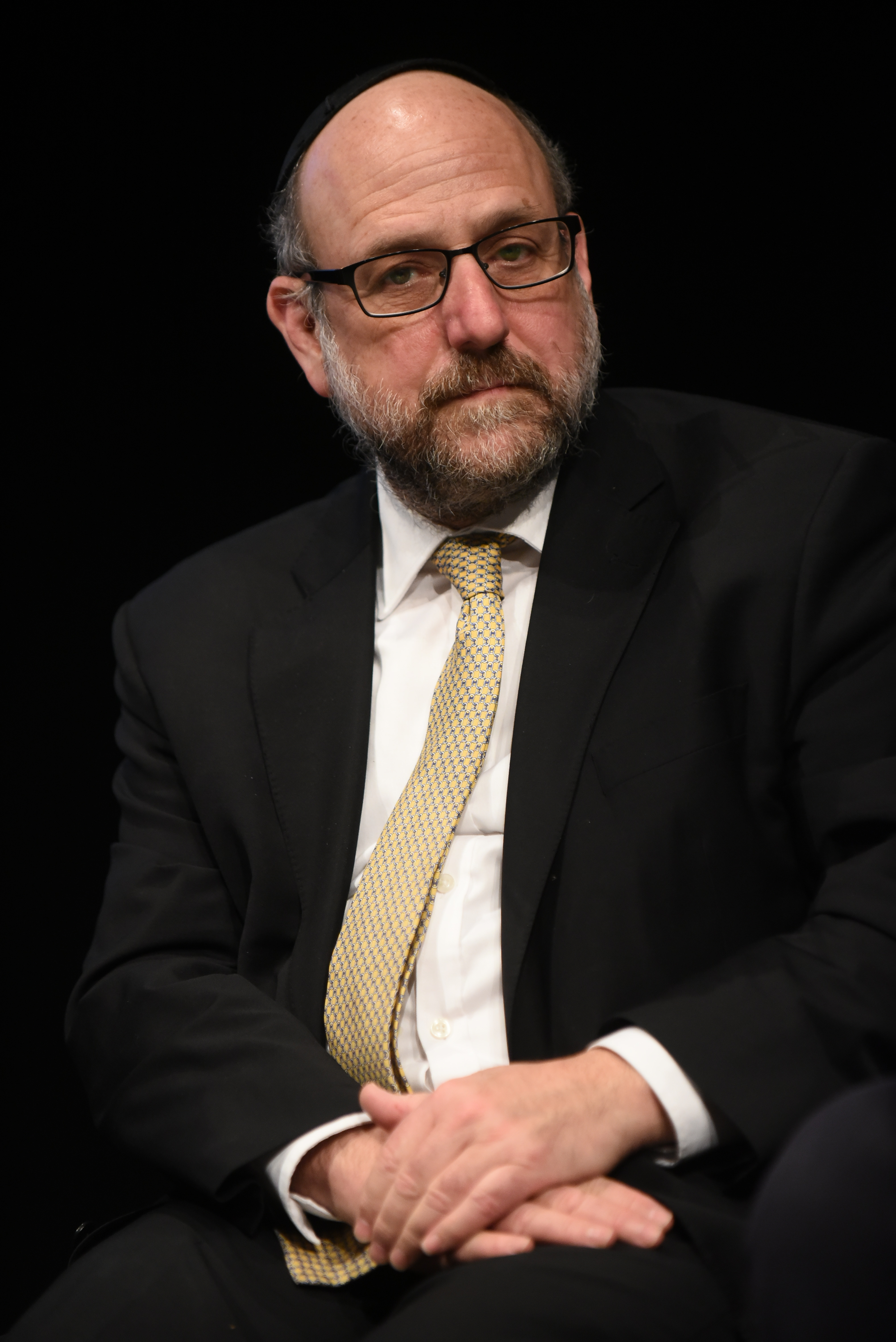
Michael Schudrich, obecny naczelny rabin Polski

- 1956–1957 – Zew Wawa Morejno (Swój urząd oficjalnie pełnił w latach 1956–1957, następnie został odwołany przez władze Związku Religijnego Wyznania Mojżeszowego. Mimo to cały czas tytułował się naczelnym rabinem Polski)
- 1957–1961 – Dow Ber Percowicz
- 1961–1966 – Uszer Zibes
- 1966–1988 – wakat
- 1988–1999 – Pinchas Menachem Joskowicz
- 1999–2004 – wakat
- od 2004 – Michael Schudrich